# Eickhoff (Büren)
Eickhoff ist eine nordwestliche Ortschaft der ostwestfälischen Stadt Büren in Nordrhein-Westfalen. Das 90-Einwohner-Dorf hat eine Fläche von 4,09 km² (Stand 31. Oktober 2007) und liegt auf der Paderborner Hochfläche. Ortsvorsteher ist Josef Püster.

## Geographie

### Nachbarorte
- Langenstraße-Heddinghausen
- Steinhausen
- Weine[3]

## Geschichte
Die ältesten Siedlungsspuren in Form von Bronzezeitlichen Hügelgräbern findet man in den naheliegenden Waldgebieten Nadel und Schorn. Die erste urkundliche Erwähnung stammt wahrscheinlich aus dem Jahre 1368. Wo Eickhoff als „Ekhov“ im Lehnsregister des Jahres bezeichnet wird. Seit Gründung des Ortes gehörte Eickhoff kirchlich zum benachbarten Steinhausen und politisch zur Herrschaft Büren. Im Jahr 1734 bekam der Ort seine erste Kapelle. Durch die Lage der Ortschaft am westlichen Rand des Hochstifts Paderborn zum Erzbistum Köln wurde der Ort immer wieder während Streitigkeiten zwischen den beiden Ländern beschädigt. Im Jahr 1803 ging Eickhoff an Preußen und gehörte politisch so zu Steinhausen. Nach der Gründung des Königreich Westphalens gehörte es dort zum Kanton Büren des Distrikts Paderborn im Departement der Fulda. Zu dieser Zeit wurde der Ort wieder von Steinhausen getrennt und gelangte 1811 zu seiner politischen Selbständigkeit. 1816 kam die Gemeinde Eickhoff zum neuen Kreis Büren, in dem sie bis 1895 zum Amt Büren und danach bis 1974 zum Amt Büren-Land gehörte. Am 1. Januar 1975 wurde Eickhoff in die Stadt Büren eingemeindet und gehört seitdem zum Kreis Paderborn.

## Verkehr
Der Ort liegt an der Landstraße 747, die Eickhoff mit der Ortschaft Langenstraße im Kreis Soest verbindet.